# 쥘리 제나티
쥘리 제나티(Julie Zenatti, 1981년 2월 5일 ~ )는 프랑스의 싱어송라이터이다.